# Phragmatobia luctifera
Phragmatobia luctifera is een vlinder uit de familie van de spinneruilen (Erebidae), onderfamilie beervlinders (Arctiinae). De wetenschappelijke naam van de 
soort is voor het eerst geldig gepubliceerd in 1775 door Denis & Schiffermüller.
Deze nachtvlinder komt voor in Europa.